# نمانیا اوبوویچ
نمانیا اوبوویچ (انگلیسی: Nemanja Ubović؛ زادهٔ ۲۴ فوریهٔ ۱۹۹۱) بازیکن واترپلو اهل صربستان است.
وی در مسابقات کشوری و بین‌المللی در مجموع برندهٔ ۱ مدال طلا شده است.